# Benjamin Sachs
Benjamin Sachs (* 14. Juli 1981) ist ein deutscher Fußballtrainer. Er ist Co-Trainer beim SV Waldhof Mannheim.

## Trainerkarriere
Benjamin Sachs begann seine Laufbahn als Trainer ab 1997 in den Jugend-Abteilungen der Vereine FSV Frankfurt und Eintracht Frankfurt, bevor er ab 2011 die 1. Mannschaft der SG Rot-Weiss Frankfurt trainierte. 2017 übernahm er neben Trainer Michael Fink den Posten als Co-Trainer beim SV Waldhof Mannheim, der zu der Zeit in der Regionalliga Südwest spielte. 2019 stieg er mit dem Waldhof, inzwischen als Co-Trainer neben Bernhard Trares, in die 3. Liga auf. 2020 wechselte er zunächst gemeinsam mit Trares als Trainerteam zu den Würzburger Kickers und wurde dann 2022 Co-Trainer unter Bruno Labbadia beim VfB Stuttgart. Das Trainerteam wurde dort bereits im April 2023 wieder entlassen. Am 18. September 2024 kehrte Sachs als Co-Trainer mit Bernhard Trares zum SV Waldhof Mannheim zurück, nachdem der Verein Cheftrainer Marco Antwerpen entlassen hatte.